# Douglas Stuart (Ruderer)
Douglas Cecil Rees Stuart (* 1. März 1885 in London; † 1969 in Marseille, Frankreich) war ein britischer Ruderer.

## Karriere
Stuart wurde 1885 im Londoner Royal Borough of Kingston upon Thames als Sohn eines Strohhutfabrikanten geboren. Er entstammte einer ruderbegeisterten Familie: Sein älterer Bruder Athol gewann 1909 die Wingfield Sculls und die Diamond Sculls, sein jüngerer Bruder Colin erreichte 1914 das Finale der Diamond Sculls, und seine Schwester Yvonne war eine Pionierin des weiblichen Rudersports. Sie wurde die erste Vorsitzende der Women’s Amateur Rowing Association.
Er besuchte zunächst das Cheltenham College, wo er in seinem letzten Schuljahr für seine Schule ruderte und zudem Schulmeister im Turnen wurde. Anschließend wechselte er an die Trinity Hall der University of Cambridge.
Bereits 1903, im Alter von 17 Jahren, nahm Stuart erstmals an der Henley Royal Regatta teil. Gemeinsam mit Charles Steele unterlag er im Silver Goblets Cup. Auch 1905 musste er sich in derselben Disziplin geschlagen geben, diesmal an der Seite von Charles Fox. Doch 1906 feierte er seinen ersten bedeutenden Sieg in den Colquhoun Sculls, gefolgt von einem Triumph in den University Pairs im Jahr 1907.
Seine größten Erfolge im Mannschaftsrudern errang er mit der University of Cambridge. In den Jahren 1906, 1907 und 1908 gewann er mit seiner Mannschaft das Boat Race gegen Oxford. 1908 nahm er zudem an den Olympischen Spielen in London teil und sicherte sich mit dem Achter die Bronzemedaille. Ein Jahr später wurde er Präsident des Cambridge University Boat Club, konnte das Boat Race jedoch nicht erneut gewinnen.
Nach seinem Studium schlug Stuart eine juristische Laufbahn ein und war als Barrister tätig. Während des Ersten Weltkriegs diente er als Offizier des Border Regiment in der British Army. Er kämpfte an der Westfront, wurde 1916 in der Schlacht an der Somme schwer verwundet. Nach seiner Genesung wurde er von 1917  bis 1919 im temporären Rang eines Captain beim Militärgericht eingesetzt. 1920 erreichte er den permanenten Rang eines Captain.
Ein von Leslie Ward angefertigtes Porträt Stuarts ist heute in der National Portrait Gallery ausgestellt.